# ENOPH1
ENOPH1 (англ. Enolase-phosphatase 1) – білок, який кодується однойменним геном, розташованим у людей на 4-й хромосомі. Довжина поліпептидного ланцюга білка становить 261 амінокислот, а молекулярна маса — 28 933.
| 10         |  | 20         |  | 30         |  | 40         |  | 50         |
| ---------- |  | ---------- |  | ---------- |  | ---------- |  | ---------- |
| MVVLSVPAEV |  | TVILLDIEGT |  | TTPIAFVKDI |  | LFPYIEENVK |  | EYLQTHWEEE |
| ECQQDVSLLR |  | KQAEEDAHLD |  | GAVPIPAASG |  | NGVDDLQQMI |  | QAVVDNVCWQ |
| MSLDRKTTAL |  | KQLQGHMWRA |  | AFTAGRMKAE |  | FFADVVPAVR |  | KWREAGMKVY |
| IYSSGSVEAQ |  | KLLFGHSTEG |  | DILELVDGHF |  | DTKIGHKVES |  | ESYRKIADSI |
| GCSTNNILFL |  | TDVTREASAA |  | EEADVHVAVV |  | VRPGNAGLTD |  | DEKTYYSLIT |
| SFSELYLPSS |  | T          |  |            |  |            |  |            |

A: Аланін

C: Цистеїн

D: Аспарагінова кислота

E: Глутамінова кислота

F: Фенілаланін

G: Гліцин

H: Гістидин

I: Ізолейцин

K: Лізин

L: Лейцин

M: Метіонін

N: Аспарагін

P: Пролін

Q: Глутамін

R: Аргінін

S: Серин

T: Треонін

V: Валін

W: Триптофан

Кодований геном білок за функцією належить до гідролаз. 
Задіяний у таких біологічних процесах, як біосинтез амінокислот, біосинтез метіоніну, альтернативний сплайсинг. 
Білок має сайт для зв'язування з іонами металів, іоном магнію. 
Локалізований у цитоплазмі, ядрі.